# Marshall Chess Club
El Marshall Chess Club és un club d'escacs de la ciutat de Nova York, un dels clubs d'escacs més rellevants i més antics dels Estats Units, constituït com a organització sense ànim de lucre. Va ser durant molts anys rival del Manhattan Chess Club, desaparegut el 2002, i és actualment l'únic club privat d'escacs que sobreviu a Manhattan.
El Marshall Chess Club fou fundat el 1915 per un grup de jugadors liderats per Frank James Marshall. Alguns dels seus membres destacats durant la història han estat Reuben Fine, Edmar Mednis, James Sherwin, Larry Evans, Andy Soltis, Anthony Santasiere, Fred Reinfeld, Arthur Dake, Albert Simonson, Herbert Seidman, Stanley Kubrick, Hikaru Nakamura, Howard Stern, i Fabiano Caruana. Marcel Duchamp, un artista associat amb els moviments dadà i surrealista, va jugar pel club mentre va viure a Greenwich Village els anys 1940s; la seva fotografia penja a la paret del club.
El club va tenir diverses sales de joc temporals, fins que es va establir de forma permenent al Carrer 10, 23 Oest, de Nova York (entre la cinquena i la sisena avingudes), el 1931. Ocupa els dos primers pisos d'una casa de la qual té la propietat, i posa la resta en lloguer. En Marshall va dirigir el club fins a la seva mort, el 1944, data en què va ser substituït per la seva muller Caroline. El 2007 en fou elegit president Frank Brady.
D'entre els esdeveniments escaquístics que s'hi han celebrat, cal destacar que el club ha acollit diverses vegades el Campionat d'escacs dels Estats Units i que en Bobby Fischer va jugar des d'aquí el Torneig Memorial Capablanca de 1965 (celebrat a l'Havana), via teletip.